# Bonellia nitida
Bonellia nitida là một loài thực vật có hoa trong họ Anh thảo. Loài này được (B.Ståhl) B.Ståhl & Källersjö mô tả khoa học đầu tiên năm 2004.